# Test di Cochran
Il test di Cochran, proposto nel 1967, è un test statistico di tipo non parametrico, utilizzato per la valutazione del rispetto delle condizioni di omoschedasticità.
Deve essere eseguito prima di poter confrontare gruppi mediante analisi della varianza.
Viene eseguito assieme ad altri due test ad esso complementari:
- il test di Hartley che valuta se tutte le varianze dei gruppi globalmente sono da ritenersi omogenee.

- Il test della varianza minima valuta se la varianza di valore più basso tra i gruppi è omogenea rispetto alle altre.

La condizione di applicabilità del test è che gli esperimenti siano bilanciati, ossia che i p campioni in esame, provenienti da popolazioni normali, abbiano tutti uguale cardinalità n. 
Il test di Cochran valuta se la varianza di valore massimo è omogenea rispetto alle altre (ossia non differisce significativamente).
La procedura si articola come segue: 
- si  calcola il rapporto Ccalc tra la maggiore delle varianze e la somma di tutte le varianze stimate (inclusa la massima).
- Si confronta il valore del rapporto Ccalc con i valori critici tabulati Ctab (per un dato livello di probabilità) in funzione del numero p dei campioni in esame e della numerosità campionaria n.
- L'ipotesi nulla (H0) di uguaglianza delle varianze viene respinta se Ccalc > Ctab e viene accettata in caso contrario.

Trova applicazione, tra l'altro, in chimica analitica per verificare il rispetto delle condizioni di omoschedasticità ai fini della valutazione della precisione intermedia un tipo di precisione la cui stima è necessaria nella validazione di un metodo chimico conformemente alla norma UNI CEI EN ISO/IEC 17025 Requisiti generali per la competenza dei laboratori di prova e di taratura.